# IJsselmonding

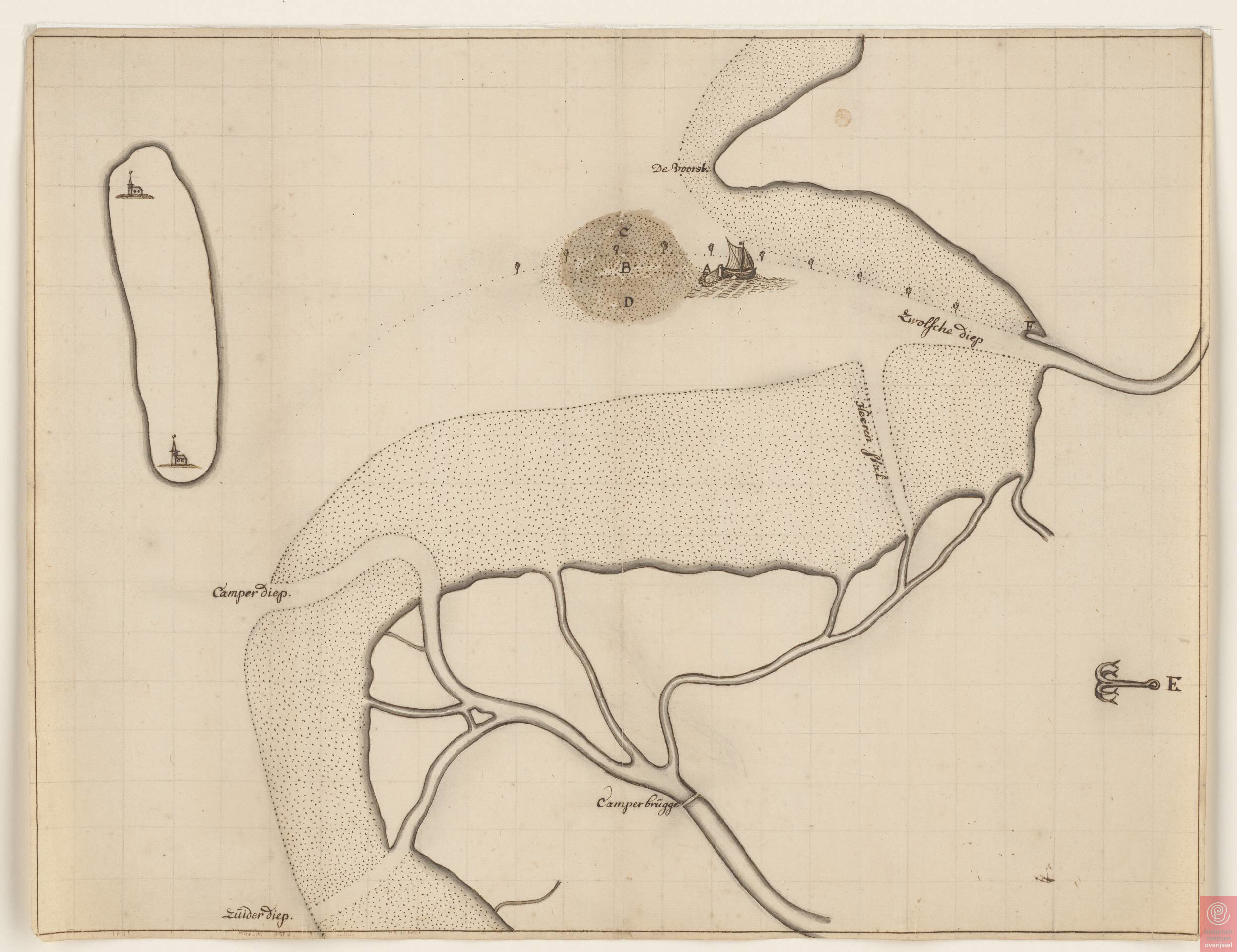
De IJsselmonding in 1680.

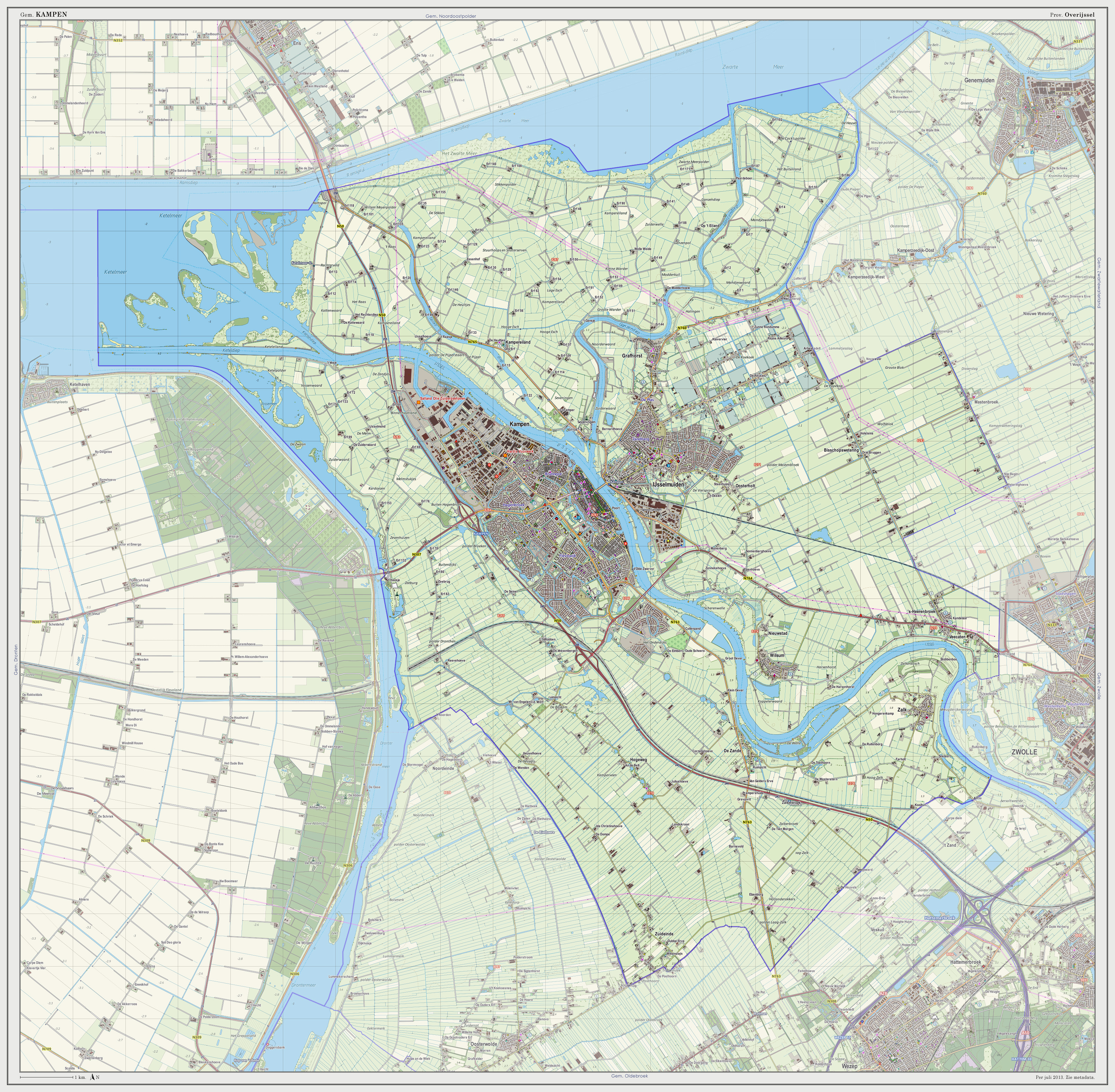
Gemeente Kampen (2013) met de huidige IJsselmonding (inclusief de in het Ketelmeer aangelegde eilanden) en de voormalige IJsselmonding ten oosten hiervan

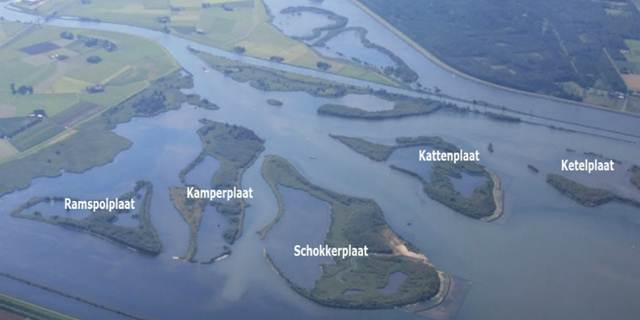
De nieuwe eilanden in de IJsselmonding

De IJsselmonding is de plek waar de Nederlandse rivier de IJssel in het Ketelmeer uitmondt. Rond deze riviermonding is een natuurgebied aangelegd van rietmoerassen en zandplaten. De scheepvaart vanaf de IJssel gaat via het Keteldiep door een vaargeul ten zuiden van het natuurgebied.
De huidige monding van de IJssel en het oostelijke deel van het Ketelmeer zijn onderdeel van het nationaal landschap IJsseldelta. Hiertoe behoren ook een aantal oude zijtakken van de IJssel, die in het Zwarte Meer uitmonden. Deze vormen de voormalige IJsselmonding.

## Geschiedenis
Rond 1200 was het Aelmere uitgegroeid tot de Zuiderzee en kwam de IJsselmonding ongeveer op de huidige plek te liggen. Aanvankelijk lag de monding bij IJsselmuiden (muiden betekent monding) maar doordat de IJssel slib en zand aanvoerde, zorgde dat voor een natuurlijke landaanwas en deltavorming. In 1363 werd de stad Kampen eigenaar van de vele eilandjes in de delta en verkreeg Kampen het recht van aanwas. Door sedimentatie en actieve inpoldering groeiden de eilanden. Bedijking zorgde ervoor dat de rivierlopen van de delta werden vastgelegd. Begin 16e eeuw waren de monden van de IJssel van oost naar west: het Mullingerdiep (nu de Goot genaamd), het Ganzendiep, de Garste, het Noorddiep, het rechter Coepsgat of Rechterdiep, het linker Coepsgat (nu het Keteldiep genaamd), het Zuiderdiep en het Brunneperdiep.
De hoofdstroom verlegde zich in de loop van de tijd van het Ganzendiep naar het westen. Veel van de zijtakken zijn door verzanding of demping helemaal uit het landschap verdwenen en verschillende eilanden groeiden aan elkaar tot het huidige Kampereiland. De landaanwas ging door totdat de Zuiderzee in 1932 werd afgesloten. Rond deze tijd was het Keteldiep de hoofdstroom geworden. In 1940 werd er een nieuwe monding bijgegraven, het Kattendiep. Dat was nodig om voldoende IJsselwater te kunnen afvoeren na de afsluiting van het Ganzendiep met een sluis (waarbij ook de overige actieve zijtakken werden afgesloten). Een klein deel van het Kampereiland werd hierdoor een apart eiland, het Keteleiland. Sindsdien vervoeren alleen het Kattendiep en het Keteldiep nog actief IJsselwater. In de 21ste eeuw werd een nieuwe zijtak gegraven, een eind zuidelijker, om de IJssel bij hoogwater een extra afwatering te geven: het Reevediep. Deze komt als enige niet in het Ketelmeer of Zwarte Meer uit, maar in het Drontermeer. Deze zijtak is normaal niet-meestromend. Dit is alleen het geval bij hoge rivierafvoeren.

## Aanleg natuurgebied
In 1997 heeft Rijkswaterstaat in het Ketelmeer bij de IJsselmonding een nieuw eiland aangelegd met grond die was vrijgekomen bij de bouw van de Ramspolkering en de aanleg van slibdepot IJsseloog. In 2000 sloten de ministeries van Verkeer en Waterstaat en Landbouw, Natuur en Voedselkwaliteit een samenwerkingsovereenkomst, genaamd de Interdepartementale Commissie voor de Economische Structuurversterking (ICES) 'Veiligheid en natte natuur'. Een van de onderdelen hiervan is het natuurontwikkelingsproject IJsselmonding, ter invulling van de ecologische hoofdstructuur in het Natura 2000 gebied Ketelmeer. Doel van dit 770 ha grote gebied is het creëren van een meer natuurlijke delta van de IJssel met een grote biodiversiteit. 
In de periode 2002-2006 zijn met zand uit vaar- en stroomgeulen verschillende ondiepten en nieuwe eilanden aangelegd. De eilanden hebben een bedijking van basaltblokken en middenin drassige opgespoten zandgrond. In het midden van het gebied bevindt zich het verlengde van een van de mondingen van de IJssel, het Kattendiep. In 2016 kregen de vijf eilanden een naam. Van noordoost naar zuidwest: Ramspolplaat, Kamperplaat, Schokkerplaat, Kattenplaat en Ketelplaat.